# 高専ロボコン2008 ROBO-EVOLUTION 生命大進化
高専ロボコン2008 ROBO-EVOLUTION 生命大進化（こうせんロボコン2008 ロボエボリューション せいめいだいしんか）は2008年に開催された21回目の高専ロボコンである。

## 概要
今大会は高専ロボコンでは初の歩行機構を用いた競技である。過去に本大会の多足（福島高専 たこのデビット君 等）、2足歩行（育英（現サレジオ）高専 歩くんです）の規定に適合した歩行型ロボットは登場していたが、競技課題として歩行機構での走行義務付けたのは初のことである。
フィールド上には障害物が設けられており、ロボットはパイロンの周りを旋回、スラロームする、ハードルを越えるといった課題をクリアしなければならない。コースの途中では多足歩行から2足歩行への変身パフォーマンスを行い、生命の進化をアピールする。

## 競技課題
歩行機構を搭載した手動もしくは自動制御のロボットを用いて、スタートゾーンから歩行する。多足歩行、ハードル越え、変形パフォーマンス、2足歩行と一連の課題をクリアして、先にゴールに到達するか、試合時間内でクリアした課題の数（走破した距離ではない）で勝負が競われる。制限時間は3分。各チーム初戦については、両チームがゴールするか制限時間いっぱいまで競技が行われる。初戦に対戦する相手が強くとも、アイデア、パフォーマンスを披露する機会が設けられるようになった。
フィールドは大きく分けて5つのエリアで構成される。
- スタートゾーン

マシンのスタート地点。大きさは1500mm四方。
- 多足歩行ゾーン

4本以上の足を用いてゾーン中央にあるパイロンを中心に一周する。最低5歩以上歩かなければならない。
変身ゾーンとの境目には幅3600mm、長さ500mmのハードルエリアが設けられている。ここにはフィールド両端にある高さ200mmの支柱の上から、ハードルが設置されている。このエリアは接地禁止あり、マシンが触れてしまうか、ハードルを落としてしまうと違反となる。ハードルを落とさなければ、ハードルに触れても構わない。
- 変身ゾーン

2足歩行ゾーン側は多足から2足へ変身するパフォーマンスを行うエリアである。
- 2足歩行ゾーン

2足歩行で走行を行うエリア。異なる2つの足で最低5歩以上歩かなければならない。
地区大会では準決勝以降、全国大会では決勝トーナメントから、エリア中央にパイロンが2個置かれその2つのパイロンの間を通過する課題が追加される。そのため2足歩行ロボットには単なる前進だけでなく、スラローム走行できる能力が要求される。
- ゴールゾーン

2足歩行ロボットを構成する物体すべてがこのゾーンに入った時点でゴールとなる。
近年の大会で設けられているリトライは、無制限に行うことができる。リトライを宣言した場合、マシンがその時競技を行っていたゾーンから一つ前のゾーンに戻って競技を再開する。クリアした課題は再び行わなくてもよい。マシンが転倒した場合は、自力で元の状態に復帰できるのであるのならば、そこから競技を再開することができる。（転倒して進んだ場合は、再開位置が指示される。）1試合の中で5回の反則行為を起こすと失格となる。

### 主なロボットの制約
- 大きさ

1000mm×500mm×500mmの直方体のどの面からも、ロボットの一部がはみ出さなければならない。変形や分離を行った場合、歩行をするロボットはこの制約を満たさなければならない。
- 重量

40kg以内
コントローラは含まれる。交換用の部品、電池は含まれない。
- 動力源

定格24Vまでの電源、電力量は60Wh（発表当初は30Wh）以内
電力以外の動力には高圧ガス（1Mpa以上）や危険物を用いることはできない
- 製作費

20万円以内
プロポ、受信機など無線通信に関係する部品は含まれない
- 操作形態

無線操縦（ラジコン用周波数帯（FM方式 27MHz、40MHz）、赤外線、可視光、音波）
試合ごとに各チーム1つの周波数帯が割り当てられ、送受信1つずつ対応するクリスタルが供給される。受信機は複数個ロボットに搭載可能で、その場合は割り当てられた周波数帯に対応するクリスタルを各チームが用意する。
最大サイズに制限がなくなり（安全上の面から制限される場合がある）、一方で最低サイズの制限が設けられた。スタート時には接地面がスタートゾーンに収まっていれば、スタートゾーンからはみ出ていても構わない。

### パフォーマンス方法
変身パフォーマンスは最低20秒間行う。出場メンバーがロボットの動作に合わせて一緒にパフォーマンスを行ったり、楽曲のパフォーマンス終了後、副審の指示により2足歩行ゾーンへ進むことができる。

## 大会結果

### 全国大会
11月23日 両国国技館にて開催
| ロボコン大賞                 | 津山高専 キカイタイソウ         |
| 優勝                         | 沖縄高専 Movement               |
| 準優勝                       | 小山高専 Iroha Liner            |
| アイデア賞                   | 鹿児島高専 篤姫と機械な仲間たち |
| 技術賞                       | 岐阜高専 ZiN                    |
| デザイン賞                   | 大分高専 祭りだぱっちん号       |
| 生命大進化賞                 | 阿南高専 ACE                    |
| 特別賞（本田技研）           | 阿南高専 ACE                    |
| 特別賞（電気事業連合会）     | 宮城高専 Powell                 |
| 特別賞（マブチモータ）       | 岐阜高専 ZiN                    |
| 特別賞（安川電機）           | 鹿児島高専 篤姫と機械な仲間たち |
| 特別賞（東京エレクトロンFE） | 津山高専 キカイタイソウ         |

大会直前にルール変更が行われ、全国大会出場チームに混乱が及んだ。主な変更内容は次の2点。
- 競技フィールドの大型化

幅が広くなったことにより大型のマシンは幾分か走行しやすくなったが、多足歩行、2足歩行ゾーンは長くなった。フィールドの仕様が変更されたことにより、テストランなどに影響が及んだ。
- 対戦形式の変更

これまでのトーナメントによる勝ち上がり式から、各チーム1回タイムアタックを行い上位8チームが決勝トーナメントに進出する形式となった。地区大会を優勝したかどうか、ゴールタイム、クリア課題数に応じて事前に対戦組み合わせが決まった。これにより大会前日の対戦組み合わせのくじ引きがなくなった。
第1回 乾電池カースピードレース以来の一発勝負となるタイムアタックとなった今大会は、高速なマシンがハードルゾーンへの接地違反やそれに絡むマシントラブルを起こす例が現れた。地区大会では優勝し今大会の予選タイムアタック通過タイムより速くゴールできた奈良高専や詫間電波高専が、これらの違反の連続により大幅にゴールタイムを失う、完走できないといった波乱が起きた。
ここ数年のエキシビジョン戦は全国大会前半で敗退したチームによる試合形式であったが、2002年度以来6年ぶりに全国大会に出場できなかったチームを招待してのエキシビジョン戦が行われた。出場したのは小山高専A SUPERザウルス君と都城高専B 麟麒応変である。
予選タイムアタックにおける、決勝トーナメントに進出したチームの記録は以下のとおり。
| 順位 | チーム                      | タイム |
| 1    | 小山高専 Iroha Liner        | 0:42   |
| 2    | 長岡高専 一蝶一誕           | 0:44   |
| 3    | 沖縄高専 Movement           | 0:47   |
| 4    | 徳山高専 ツヨシ猿回し       | 0:56   |
| 5    | 豊田高専 evoRYU             | 0:57   |
| 6    | 和歌山高専 すっぱいダーマン | 1:00   |
| 7    | 富山商船高専 μtant          | 1:12   |
| 8    | 大分高専 祭りだパッチン号   | 1:23   |

次点: 詫間電波高専 ALK 1:30

## 主なロボット

### 津山高専B キカイタイソウ
ロボコン大賞を受賞した本マシン最大の特徴は、2足歩行マシンが見せるパフォーマンスと人間に近い歩行である。
多足マシンから鉄棒とセットでハードルを越え、2足歩行マシンは大車輪のパフォーマンスを行う。2足歩行マシンを振らせるほか、鉄棒に装着されたモータによるアシストによって勢いをつけて回る。パフォーマンス終了後、鉄棒から切り離し、2足歩行を行う。足の裏面には吸盤があり、設置時に作動させることで転倒を防いでいる。また、転倒しても自ら立ち上がる機能を有し、更に倒立パフォーマンスを見せることもできる。
地区大会ではアイデア賞を受賞し全国大会に出場、全国大会でも予選タイムアタック、エキシビジョンと圧倒的なパフォーマンスを決め、会場から大きな歓声を受けた。

### 沖縄高専A Movement
ゴールタイムは地区大会終了時点で最も速い40秒を達成した。全国大会でもその高い能力を発揮し、予選は47秒、3位で通過した。決勝トーナメントでも並み居る高速マシンを抑えて、決勝戦で大会最速記録の38秒でゴールを達成、同校初の優勝となった。
2足マシンの旋回は足首に相当する部分を水平方向に旋回することで行い、大会随一のスムースな旋回能力を持つ。そのため2足歩行ゾーンにパイロンがある状態での走行能力に優れていた。

### 小山高専A Iroha Liner
関東・甲信越地区大会を優勝し全国大会へ出場した。2足歩行は内側と外側の接地面で構成されるタイプである。内側が前進する動きを有し、外側は接地している状態でマシン本体との間を回転させることで旋回方向を変えるという機構である。
全国大会の予選タイムアタックでは42秒でゴール、予選1位を獲得した。決勝戦では沖縄高専に敗れるもそのゴールタイムは40秒であり、大会中で沖縄高専に次ぐ2番目に速いゴールタイムとなった。

### 大分高専A 祭だぱっちん号
地区大会、大会ともにデザイン賞を受賞し、高いデザイン性が評価された。
多足マシンは猿が大分の名産物カボスを持ち上げ運ぶ格好をしており、ハードルまで到達すると橋を掛け、カボスをパフォーマンスエリアに運ぶ。カボスの中からはめじろんの格好をした2足歩行マシンが登場しパフォーマンスをする。全国大会では音声出力機能を搭載し、めじろんダンスを流しながら踊った。

### 岐阜高専B ZiN
2足歩行ロボットの形式にこだわったデザインと機構が特徴である。比較的大型の2足マシンを搭載する関係で多足マシンは大きく、走行性能は劣るものの、全国大会の予選タイムアタックでは2分31秒のタイムでゴールを達成している。操縦者の腕と2足歩行マシンの腕はマスタースレーブ接続により、連動して動きパフォーマンスを行うことができる。
全国大会では対戦相手のいない1チームでのタイムアタックの予定であったが、試合直前に対戦相手としてASIMOが登場するサプライズ行われ一緒に競技を行う形式となった。

### 阿南高専A ACE
本大会ではハードル越えの手段について、多足・2足歩行マシンの分離をするかしないかで大きく分類できる。技術的な難易度は当然後者の方が難しいが、敢えて本マシンは後者を選び、多足歩行にて競技規定で定義されている最低本数の4本で多足ゾーンを走行する。ハードル越えは足を1本ずつ跨いで突破し、マシン全体を起きあがらせて2足歩行状態に変身する。
多くの制約の中作られたため能力は他のチームに劣るものの、競技課題のテーマである進化を実現したアイデアが評価され、生命大進化賞を受賞した。

## 放送

### 地区大会
- ローカル放送

11月16日にNHK総合にて地区別のローカル放送が行われた。
- 深夜放送

12月2日から12日までの間、NHK総合にて地区大会の深夜放送が行われた。順序は九州沖縄地区より北上し北海道地区が最後。

### 全国大会
- 地上波版

12月30日にNHK総合にて放送された。
- 完全版

2009年1月2日にBS2にて90分枠で放送された。こちらは全試合の模様を収めている。